# موريشيوس في الألعاب الأولمبية الصيفية 2004
نافست موريشيوس في دورة الألعاب الأولمبية الصيفية 2004 في أثينا، اليونان، في الفترة من 13 إلى 29 أغسطس 2004. وكان هذا الظهور هو السادس على التوالي في دورة الألعاب الأولمبية.
أرسلت اللجنة الأولمبية لموريشيوس أصغر الوفد للبلاد للدورة منذ دورة الألعاب الأولمبية الصيفية عام 1988 في سيول. ما مجموعه تسعة رياضيين، ستة رجال وثلاث نساء، وكان الملاكم مايكل ميدور حامل راية البلد في حفل الافتتاح.